# Bloods

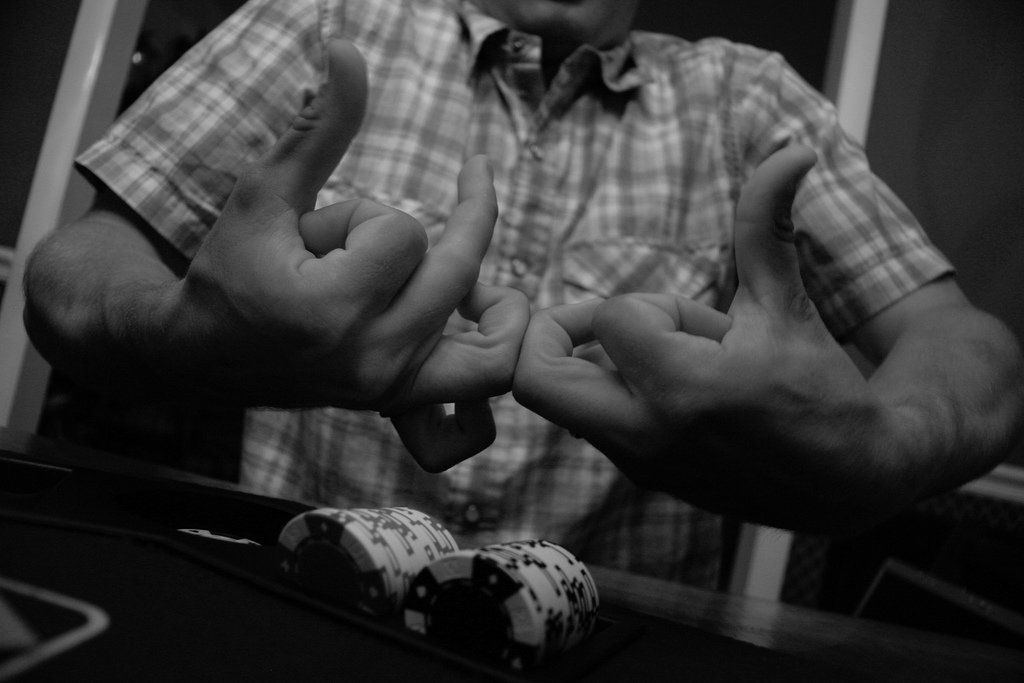
Znamení gangu Bloods

The Bloods, také známý jako „Original Blood Family“ (OBF), je primárně afroamerický pouliční gang založený v Los Angeles v Kalifornii. Gang je široce známý pro své soupeření s gangem Crips. Jeho členové se identifikují červenou barvou oblečení, a konkrétními symboly gangů, včetně výrazných ručních znamení.
Bloods zahrnují různé podskupiny známé jako „party“ (sets), mezi nimiž existují významné rozdíly, jako jsou barvy, oblečení, operace a politické názory, které mohou být ve vzájemném otevřeném konfliktu. Od svého vzniku se gang rozšířil po celých Spojených státech.

## Historie
Gang Bloods se původně zformoval, aby konkuroval vlivu Crips v Los Angeles. Soupeření vzniklo v šedesátých letech, kdy Raymond Washington a další Crips zaútočili na Sylvestera Scotta a Bensona Owense, dva studenty na Centennial High School v Comptonu v Kalifornii. Výsledkem bylo, že Scott vytvořil pouliční gang Piru, první gang „Bloods“. Owens následně založil gang West Piru. Bloods se původně zformovaly, aby svým  členům poskytovaly ochranu před Crips.  21. března 1972, krátce po koncertu Wilsona Picketta a Curtise Mayfielda dvacet mladých lidí patřících ke Crips napadlo a okradlo Roberta Ballou mladšího před divadlem Hollywoodské palladium. Ballou byl ubit k smrti poté, co se odmítl vzdát své kožené bundy. Medializace zločinu a pokračující útoky ze strany Crips zvýšily jejich proslulost. Několik gangů, které vznikly v tomto období, se začalo obávat napadení ze strany Crips. Pirus, Black P. Stones, Chlapci z athénského parku a další gangy nespolupracující s Crips, se s nimi často střetávaly. 5. června 1972, tři měsíce po vraždě Balloua, byl Fredrick „Lil Country“ Garret zavražděn příslušníkem gangu Crips z Westside. Šlo o první vraždu příslušníka jiného gangu ze strany Crips, která motivovala ostatní gangy, aby se navzájem sladily. Gang Brims udeřil zpět 4. srpna 1972, když zavraždil Thomase Ellise, původního Westside Crip. Koncem roku 1972 se Pirus sešel ve svém sousedství, aby projednal rostoucí tlak a zastrašování ze strany Crips. Několik gangů, které se cítily gangem Crips ohroženy, se připojilo k Piru a vytvořilo proti Crips alianci v několika čtvrtích. Toto spojenectví se stalo základem budoucích Bloods. Gang Piry je tak proto považován za zakladatele Bloods.
Do roku 1978 vzniklo patnáct part Bloods. Přesto počet členů Crips stále převyšoval Bloods v poměru 3:1. Aby se mohli prosadit, stali se Bloods čím dál více násilnějšími. V 80. letech 20. století začali Bloods v Los Angeles distribuovat crack, což gangu přineslo vysoké příjmy. Počet členů organizace následně dramaticky narostl, stejně jako počet států, ve kterých byli Bloods aktivní. Vysoké zisky z prodeje drog umožnily členům Bloods přestěhovat se do dalších amerických měst a států.

## Členové
Ze známých celebrit byli, nebo jsou příslušníky gangu Bloods například: B-real, Sen Dog, Ol' Dirty Bastard, Lil Wayne, Game, 6ix9ine, Gucci Mane, Birdman, Jim Jones, Jay Rock, Cardi B, Young Thug, Trippie Redd, YG, Mack 10 a DJ Quik.